# Узгоджена евристика
У задачах на пошук шляху за допомогою штучного інтелекту, узгоджена (або монотонна) евристична функція — це функція, яка оцінює відстань від певного стану до цільового стану, і при цьому оцінена відстань не більша ніж оцінена відстань від будь-якого з сусідніх станів плюс ціна кроку до цього сусіда.
Формально, для кожного вузла N і кожного його можливого наступника P утвореного будь-якою дією a, оцінена ціна досягнення цілі з N є не більшою ніж ціна кроку діставання до P плюс оцінена ціна досягнення цілі з P. Інакше кажучи:
{\displaystyle h(N)\leq c(N,P)+h(P)} і
{\displaystyle h(G)=0.\,}
де
- h — узгоджена увристична функція
- N —  будь-який вузол у графі
- P —  будь-який спадкоємець N
- G —  будь-який цільовий вузол
- c(N,P) —  ціна діставання від P до N

Узгоджена евристика також прийнятна, тобто вона ніколи не переоцінює ціну досягнення цілі (зворотнє не завжди правильно!). Це доведено за допомогою індукції по {\displaystyle m,} довжині накращого шляху від вузла до цілі. За припущенням, {\displaystyle h(N_{m})\leq h^{*}(N_{m}),} де {\displaystyle h^{*}(n)} позначає ціну найкоротшого шляху з n до цілі. Отже,
{\displaystyle h(N_{m+1})\leq c(N_{m+1},N_{m})+h(N_{m})\leq c(N_{m+1},N_{m})+h^{*}(N_{m})=h^{*}(N_{m+1})},
роблячи її прийнятною. ({\displaystyle N_{m+1}} є будь-яким вузлом чий найкращий шлях до цілі має довжину m+1, пролягає через деякий безпосередньо дочірній вузол {\displaystyle N_{m}} чий найкращий шлях до цілі має довжину m.)
Однак, прийнятну евристику {\displaystyle h,} майже завжди можна перетворити в узгоджену евристику, {\displaystyle h'}, через таке підлаштування:
{\displaystyle h'(P)\gets \max(h(P),h(N)-c(N,P))}
(Відоме як рівняння pathmax)
Хоча це й можливо отримати прийнятну і неузгоджену евристику, але це потребувало б багато зусиль. Багато дослідників працюють із припущенням, що майже всі прийнятні евристики є узгодженими.

## Наслідки монотонності

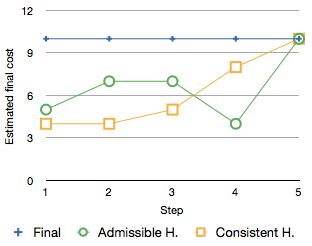
Порівняння прийнятної, але неузгодженої і узгодженої функцій обчислення евристик.

Узгоджені евристики називають монотонними, тому що оцінена фінальна ціна для часткового розв'язку, {\displaystyle f(N_{j})=g(N_{j})+h(N_{j})} монотонно не спадає уздовж найкращого шляху до цілі, де {\displaystyle g(N_{j})=\sum _{i=2}^{j}c(N_{i-1},N_{i})} є ціною оптимального шляху від початкового вузла {\displaystyle N_{1}} до {\displaystyle N_{j}}.  Для евристики необхідно і достатньо коритися нерівності трикутника, щоб бути узгодженою.
В алгоритммі пошуку A*, використання узгодженої евристики означає, що щойно вузол розширили, ціна з якою його досягли є найменшою можливою, якщо виконуються ті самі припущення, що й для алгоритму Дейкстри знаходження найкоротшого шляху (відсутність негативних ребер). Насправді, якщо граф пошуку наділений ціновою функцією {\displaystyle c'(N,P)=c(N,P)+h(P)-h(N)} із узгодженою {\displaystyle h}, тоді A* тотожний до пошуку за першим найкращим збігом на цьому графі із використанням алгоритму Дейкстри.  У рідкісному випадку, коли прийнятна евритсика неузгоджена, вузол потребуватиме повторюваного розширення кожного разу коли нова найкраща (покищо) ціна отримана для неї.